# 北海道博物館
北海道博物館（日语：ほっかいどうはくぶつかん）是一座位於日本北海道札幌市的綜合博物館。

## 历史
開館於2015年4月18日。北海道博物館的前身是開館於1971年4月15日的北海道開拓紀念館。開拓紀念館自2013年11月4日開始休館並大幅改建，和北海道立愛努民族文化研究中心統合並改名「北海道博物館」。

## 外部連結
- 北海道博物館（页面存档备份，存于）
- 野幌森林公園自然ふれあい交流館（页面存档备份，存于）
- 北海道開拓の村（页面存档备份，存于）